# Ruth Perry (Literaturwissenschaftlerin)
Ruth Anna Perry  (* 5. April 1943 als Ruth Opler, in Portland, Oregon) ist eine US-amerikanische Literaturwissenschaftlerin und Frauenforscherin. Sie ist emeritierte Professorin für Literaturwissenschaft am Massachusetts Institute of Technology (MIT).

## Leben
Ruth Opler ist eine Tochter des Sozialpsychologen Marvin Opler. Sie heiratete 1962 Lewis Curtis Perry, mit dem sie einen Sohn hat, und in zweiter Ehe war sie mit dem Literaturwissenschaftler Taylor Stoehr (1931–2013) verheiratet.
Perry studierte an der Cornell University und machte nach der Graduierung 1963 einen M.A. in physiological psychology im Jahr 1965. An der University of California, Santa Cruz, wurde sie 1974 in Literaturwissenschaft promoviert. Ihre akademische Karriere begann sie 1964 am Ithaca College, Ithaca, NY, als Lehrassistentin für Kinderpsychologie. 1972 ging sie ans MIT, wo sie 1973 Assistenzprofessorin für Literatur wurde, 1980 wurde sie dort Senior Lecturer. Am MIT gründete sie 1983 das „Women’s Studies program“ und 1992 das „Boston Graduate Consortium in Women’s Studies“.
Perry forscht über die englische Literatur des 18. Jahrhunderts und die Rolle der sozioökonomischen Grundlagen für die Autorschaft von Frauen. Sie veröffentlichte über Autorinnen und Autoren wie Jane Austen, Alexander Pope, Laurence Sterne und Samuel Richardson, aber auch über Gegenwartsautorinnen wie Grace Paley und Mary Gordon. Sie entdeckte die frühe Feministin Mary Astell wieder und schrieb eine große Monografie über sie. Sie edierte eine Neuausgabe von Charlotte Lennox’ Henrietta. Sie arbeitete über die Balladensammlerin und -sängerin des 18. Jahrhunderts Anna Gordon und hat bereits einen Band Ballads and Songs in the Eighteenth Century veröffentlicht. Neben ihren Herausgeberschaften und Monografien hat sie mehr als zwanzig Artikel und Besprechungen in literaturwissenschaftlichen Zeitschriften veröffentlicht. Sie bezeichnete ihre eigene politische Haltung als feministisch und anarchistisch.
Perry erhielt verschiedene Stipendien, Auszeichnungen und Forschungsmittel, darunter 1964 eine Woodrow Wilson Fellowship. Sie erhielt einen Award des Bunting Institutes (1978), des American Council of Learned Societies, der Rockefeller Foundation in Bellagio, sie war 1987 Guggenheim Fellow und erhielt Forschungsmittel vom National Endowment for the Humanities (1980) und der National Science Foundation (1984).
Im  Jahr 2000 wurde sie zur Präsidentin der „American Society for Eighteenth-Century Studies“ gewählt. Sie war Beiratsmitglied der Literaturorganisationen „PMLA“ (Publications of the Modern Language Association), „The Women’s Review of Books“ und bei den „Tulsa Studies in Women’s Literature“. Weiterhin ist sie Mitglied der Modern Language Association of America und von  Phi Beta Kappa.

## Schriften (Auswahl)
- mit Susan Carlile (Hrsg.): Charlotte Lennox: Henrietta, University Press of Kentucky (Lexington, KY), 2008.
- Novel Relations: The Transformation of Kinship in English Culture and Literature 1748-1818. Cambridge ; New York : Cambridge University Press, 2004
- Home at Last: Biographical Background to Pride and Prejudice, in: Marcia Folsom (Hrsg.): Approaches to Teaching Austen’s Pride and Prejudice. 1993
- Colonizing the breast : sexuality and maternity in eighteenth-century England, in: Journal of the History of Sexuality, Band 2, Nr. 2, Okt. 1991, S. 204–234
- Interrupted Friendships in Jane Austen’s Emma, in: Tulsa Studies in Women’s Literature (1986)
- The celebrated Mary Astell : an early English feminist. Chicago : University of Chicago Press, 1986 Rezension in der NYT
- Hrsg.: George Ballard: Memoirs of several ladies of Great Britain, who have been celebrated for their writings or skill in the learned languages, arts and sciences. Wayne State University Press, Detroit 1985
- mit Martine Watson Brownley (Hrsg.): Mothering the Mind: Twelve Studies of Writers and Their Silent Partners.  New York : Holmes & Meier, 1984
- Austen and Empire: A Thinking Woman’s Guide to British Imperialism, in: Persuasions (1994)
- Women, Letters, and the Novel. New York : AMS Press,  1980